# Хуацяо

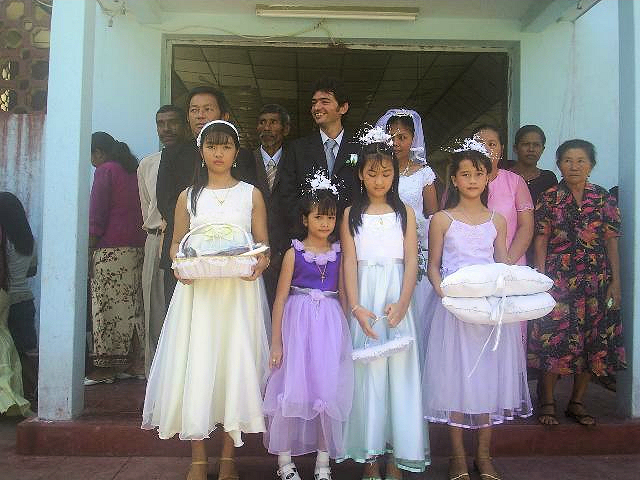
Свадьба хакка, Восточный Тимор, 2006 год.

Хуаця́о (кит. трад. 華僑, упр. 华侨, пиньинь Huáqiáo) — выходцы из Китая, проживающие в других странах. К ним относятся как граждане КНР, временно проживающие за границей, так и потомки китайских эмигрантов более ранних волн, являющиеся гражданами стран, в которых они проживают.

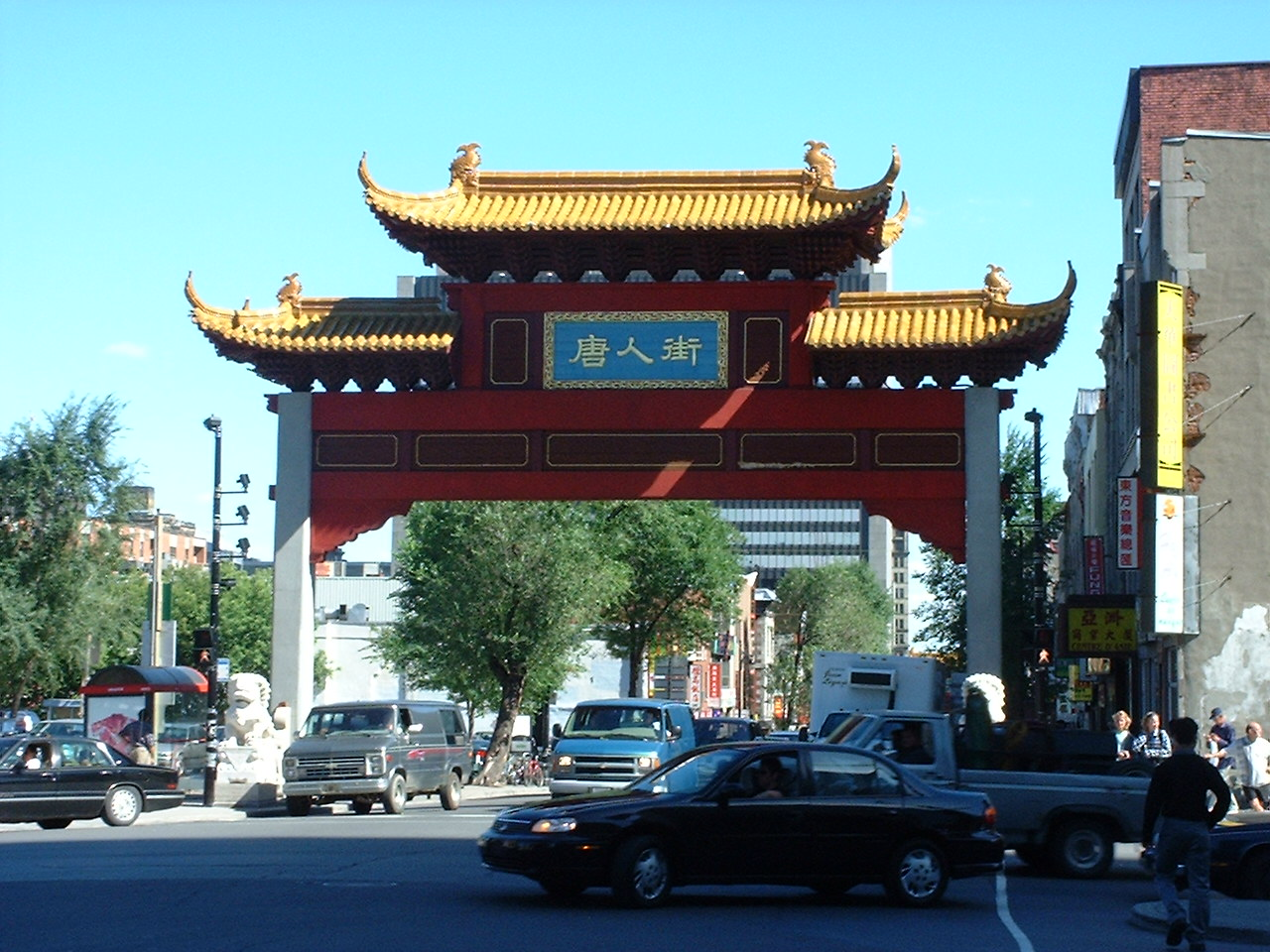
Ворота чайна-тауна в Монреале

В переводе с китайского хуацяо буквально означает «китайский эмигрант», «эмигрант из Китая» (хуа — Китай, цяо — эмигрант, человек, проживающий вдали от родины). В китайской и западной литературе их также часто называют «заморские китайцы» (англ. Overseas Chinese, кит. трад. 海外華人, упр. 海外华人, пиньинь hǎiwàihuàrén, палл. хайвайхуажэнь).
В традиционном китайском сознании гражданство не имеет решающего значения, гораздо важнее происхождение предков: уже за то, что в Китае родился ваш прадед, вас будут считать китайцем. Поэтому традиция не отторгает хуацяо, китайцы воспринимают их как своих соотечественников, волей судьбы находящихся вдали от родины. Этим объясняется и психологический феномен чайнатауна: там, где есть китайцы, есть и Китай. Китайские эмигранты, как правило, образуют компактные поселения, на протяжении многих поколений сохраняют свою культуру, язык, поддерживают прочные социальные и экономические связи внутри диаспоры и с родиной. Возвращение китайца на родину, даже через несколько поколений, воспринимается как счастливое воссоединение с семьёй. Одной из причин китайского экономического чуда называют инвестиции хуацяо, как правило, осуществляемые в регионы, выходцами из которых они являются, активно используя родственные связи. С хуацяо также обычно связывают[кто?] деятельность китайской мафии.

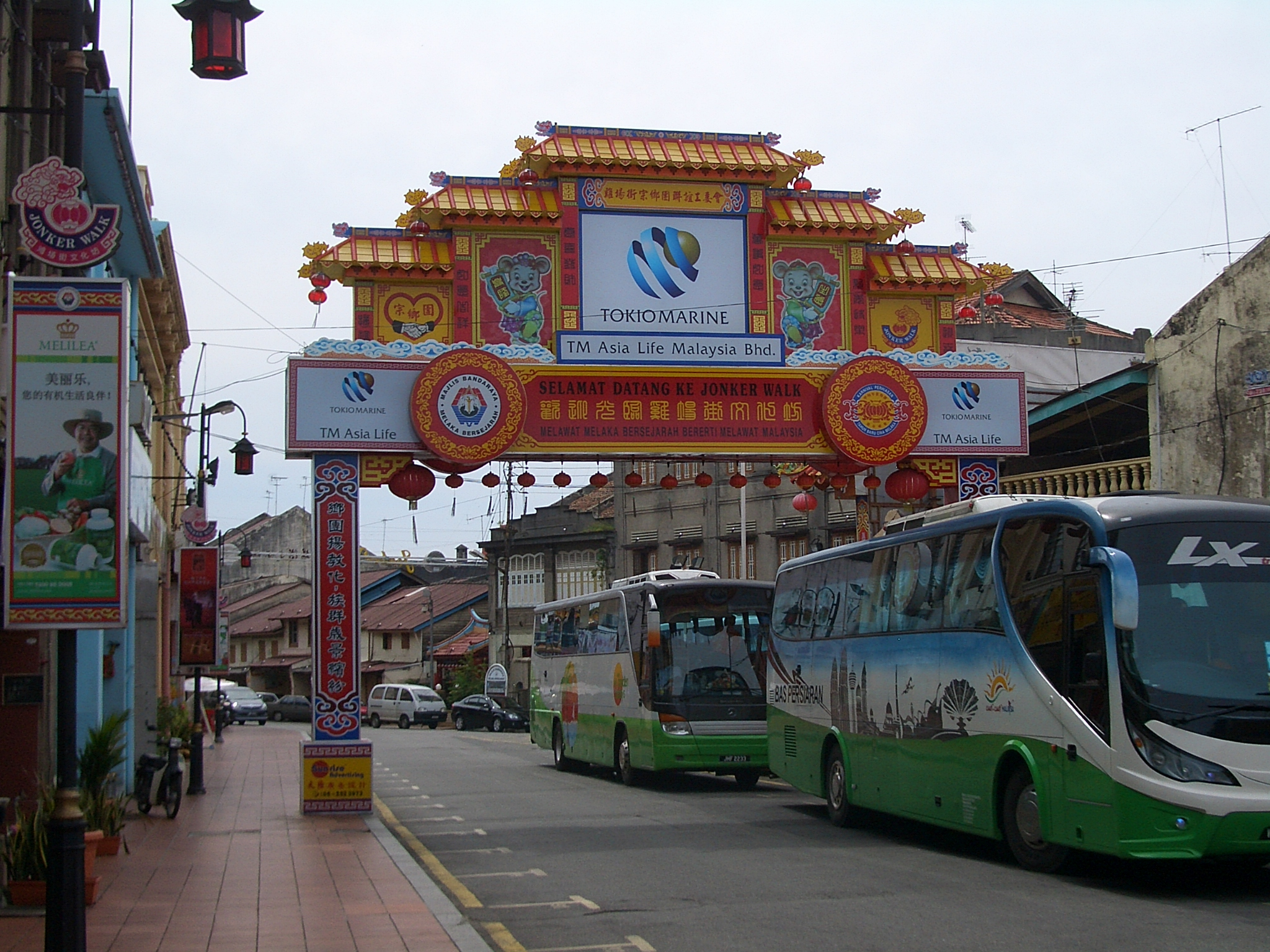
В историческом китайском районе Малакки

По оценкам экспертов, в мире насчитывается 40 млн хуацяо, проживающих в основном в Америке, Европе и Юго-Восточной Азии.
В Юго-Восточной Азии живёт от 20 до 30 млн китайцев. Массовая миграция китайцев в Сиам и колонии европейских государств в Юго-Восточной Азии началась в середине XIX века. Китайские крестьяне, спасавшиеся от нищеты и голода, становились рабочими на рудниках и плантациях, но постепенно многие из них занялись предпринимательством. В настоящее время китайцы являются наиболее богатой и образованной частью населения стран Юго-Восточной Азии, занимают ведущие позиции в местной экономике. Обособленность, закрытость для «чужаков» (принимающего народа) и нежелание ассимилироваться или полноценно интегрироваться неоднократно были причиной преследований, межнациональной розни и погромов.
Наибольшую долю населения «заморские китайцы» составляют в Сингапуре (78 %) и Малайзии (24,6 %).